# Kentropyx vanzoi
Kentropyx vanzoi — вид ящірок родини теїдових (Teiidae). Мешкає в Болівії і Бразилії.

## Поширення й екологія
Kentropyx vanzoi мешкають у регіоні Льянос-де-Мохос на сході Болівії, а також у штатах Мату-Гросу, Рондонія і Мату-Гросу-ду-Сул на півдні Бразилії. Вони живуть у саванах. Живляться безхребетними, зокрема павуками, термітами та прямокрилими. Відкладають яйця, у кладці 3 яйця.

## Збереження
МСОП класифікує стан збереження цього виду як близький до загрозливого. Kentropyx vanzoi загрожує знищення природного середовища.